# Sara Barkin
Sara Barkin, verheiratete Sara Sandler (* 6. September 1908 in Uman, Russisches Kaiserreich; † 14. Februar 2002 in Toronto, Ontario) war eine kanadische Sängerin (Sopran) und Pianistin.

## Leben und Wirken
Die Schwester des Pianisten Leo Barkin und des Sängers Jack Barkin (Jacob Barkin) kam 1925 mit ihrer Familie, den Eltern Abraham und Sheina Barkin, nach Kanada und studierte am Toronto Conservatory of Music bei W. O. Forsyth und Mona Bates Klavier und bei Nina Gale Gesang. In New York war sie Gesangsschülerin von Maria Kurenko und Frank LaForge. Sie trat zwischen 1934 und 1937 als Sängerin mit verschiedenen Orchestern in Toronto auf und war von 1937 bis 1942 Solistin bei den jährlichen Aufführungen der Bach’schen Matthäuspassion des Toronto Conservatory of Music. Von 1943 bis 1973 war sie Sopransolistin im Chor des Holy Blossom Temple in York, Ontario, heute ein Stadtbezirk von Toronto, daneben trat sie bei Konzerten und im Rundfunk als Klavierbegleiterin auf.
Barkin war verheiratet mit Murray Sandler.